# マーティヌス・ラービュー
マーティヌス・ラービュー（Martinus Christian Wesseltoft Rørbye、1803年5月17日 - 1848年8月29日）はデンマークの画家である。

## 略歴
デンマークの役人の息子として、当時デンマーク領であったノルウェーのドランメンで生まれたが、1814年にノルウェーがデンマークから独立したのに伴って、1815年に家族とデンマークに戻った。1820年からデンマーク王立美術院に入学し、クリスチャン・ロレンツェンや、「デンマーク黄金時代」と呼ばれる時代の中心的な画家、クリストファー・エカスベアに学んだ。風景画、肖像画を学び、エカスベアが推賞したように、コペンハーゲンの港や町の郊外で、野外写生を行った。恒例のシャーロッテンボー宮殿で開かれる春の展覧会に1824年に初めて出展し、その後も出展を続けた。
王立美術院の展覧会で賞を得て、1834年には海外留学の奨学金を得た。オランダ、フランスを訪れた後、ローマに滞在し、彫刻家のベルテル・トーヴァルセンを中心とする、デンマーク人芸術家のサークルに加わった。同時期にローマに滞在していた芸術家には、ハンセンやキュヒラー、マーストラン、ブルンク、ヤアアン・ソネ、建築家のビネスブルらがいた。この最初のイタリア滞在は1837年まで続けた。この間、1835年にはビネスブルとギリシャやイスタンブールも訪れた。ソレントやアペニン山脈、シシリー島も訪れた。1837年に海外留学中に描いた作品で、トーヴァルセン・メダル(Thorvaldsen Medal)を受賞した。1838年に王立美術院の会員に選ばれた。1839年に結婚し、健康の回復のために再びイタリアに旅し、1841年にデンマークに戻った。自ら絵を描く一方、個人教授として画家を育て、弟子にはローランス・フレーリクやクレステン・ダルスゴーがいた。1844年には王立美術院の教授に任じられたが、健康に恵まれず1848年に45歳で没した。
ラービューは、生まれ故郷のノルウェーや、ノルウェーに近いユトランド半島の最北端の漁村、スケーエンの風景を描いた。スケーエンには19世紀の後半、ペーダー・セヴェリン・クロイヤーやミカエル・アンカーなど多くの画家が集まり「スケーエン派」と呼ばれる画家たちが活動することになる。

## 作品

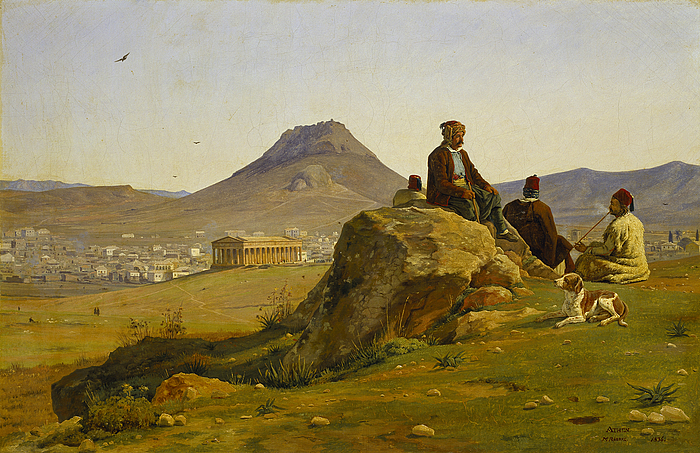
「アテネの風景」
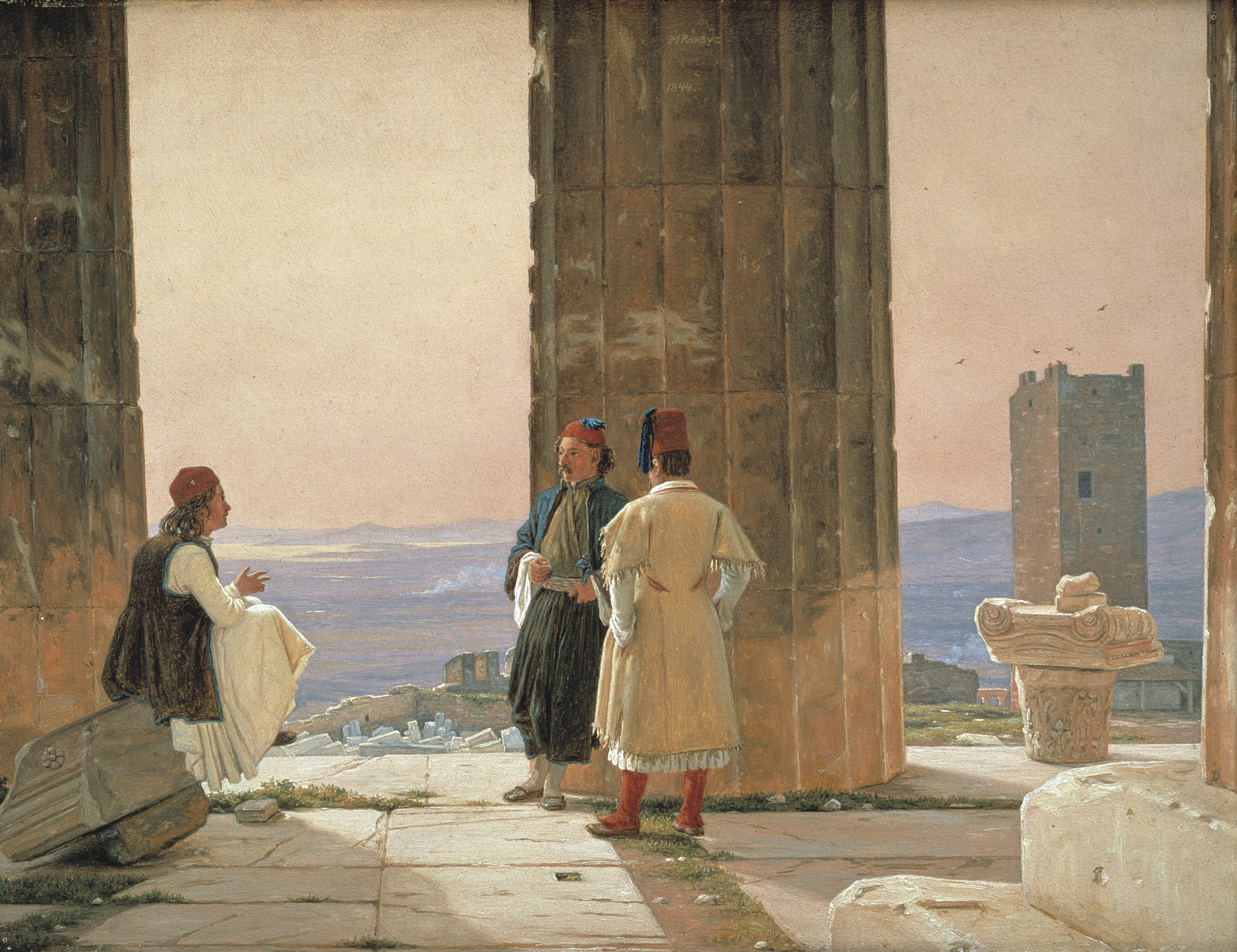
「パルテノン神殿」
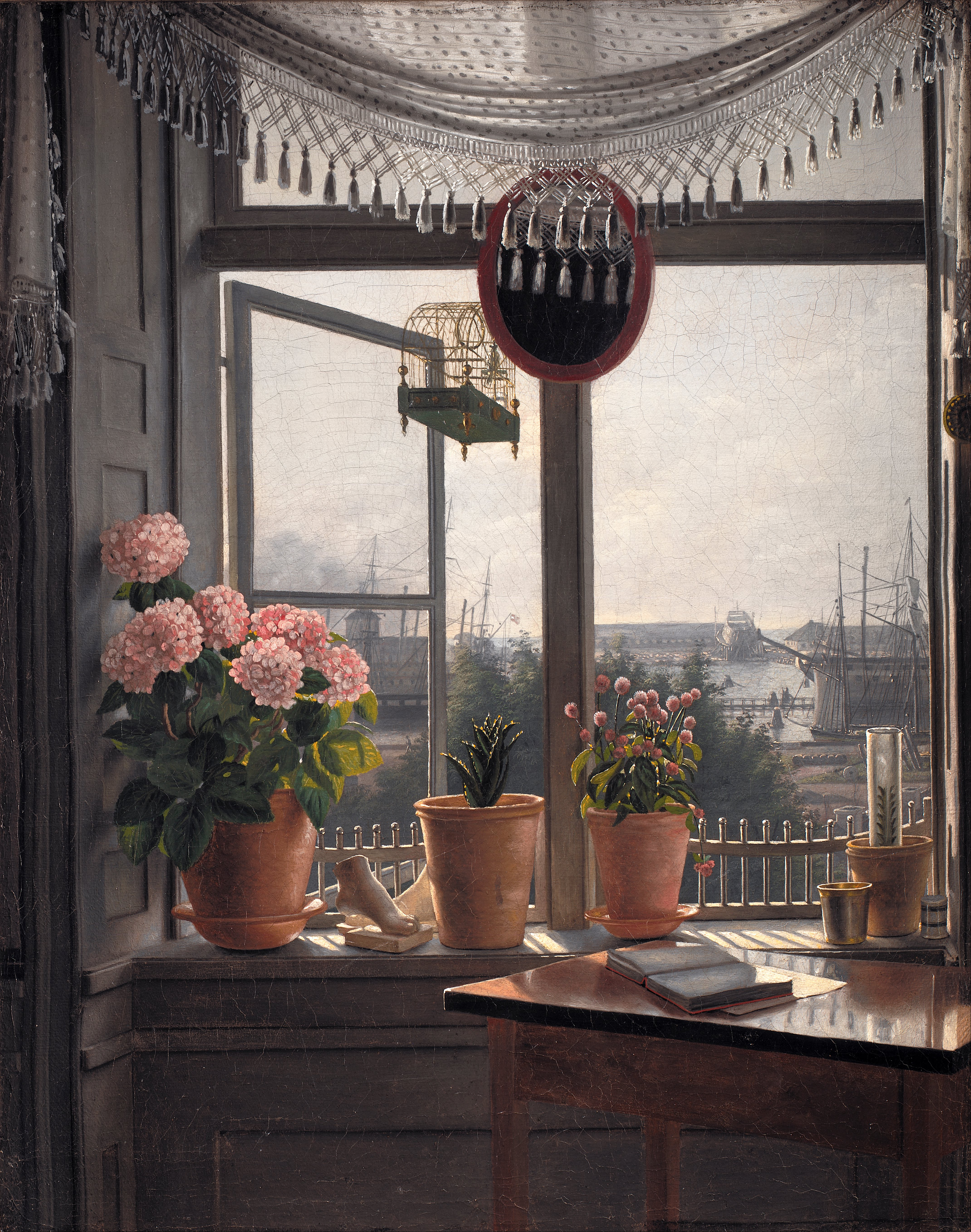
風景画 (1825年頃)
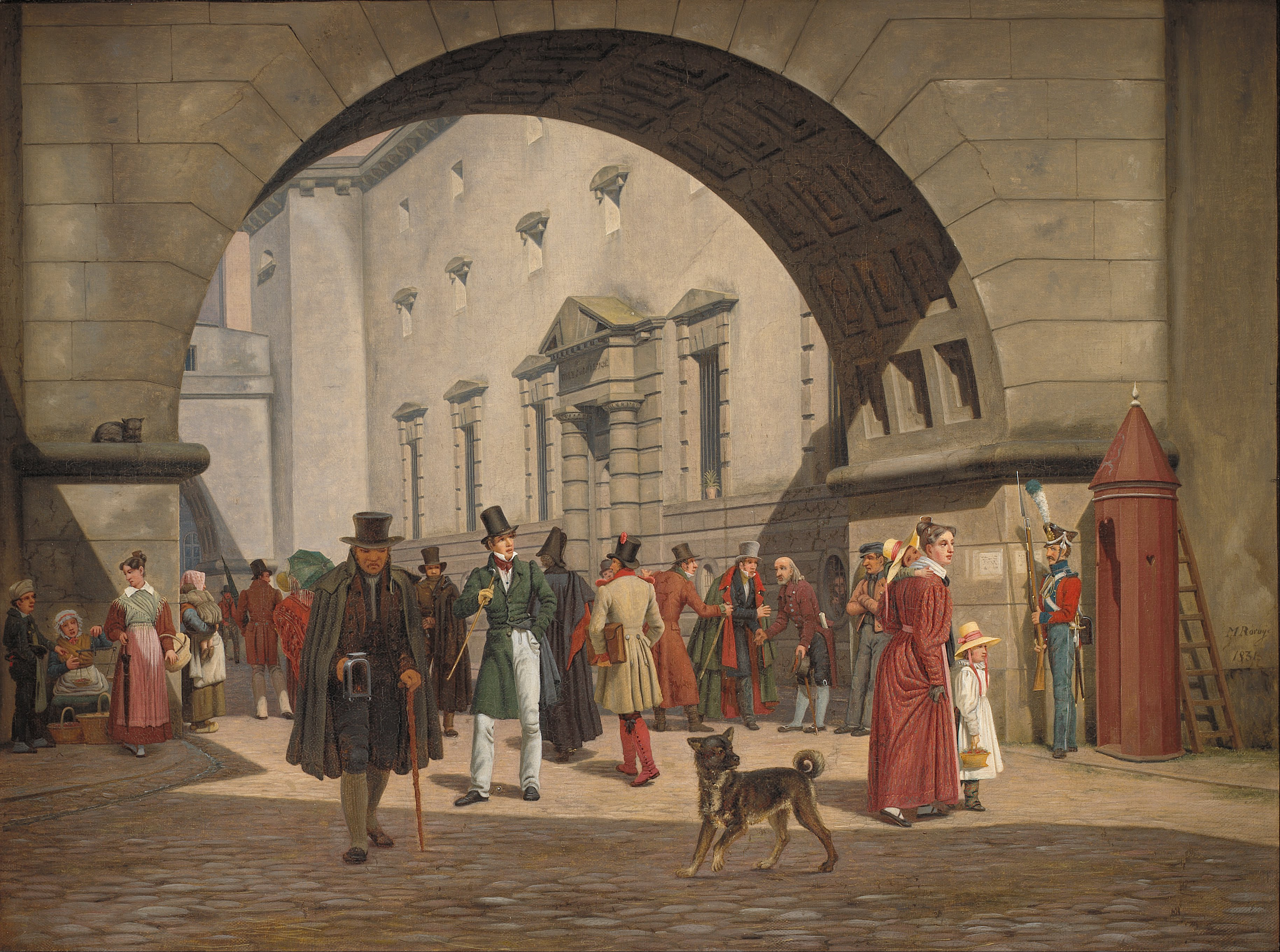
Arrestbyggnaden vid råd- och domhuset, 1831
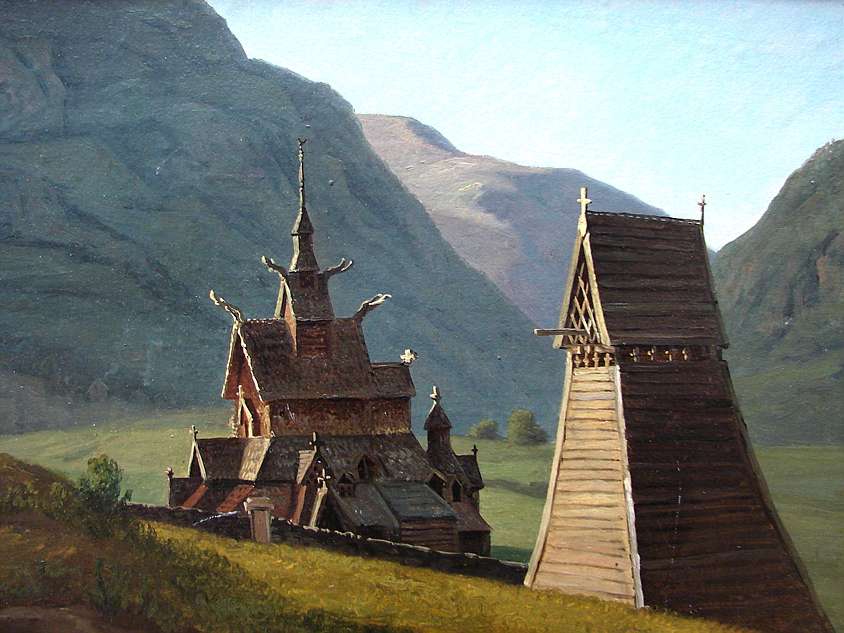
ボルグンド・スターヴ教会, 1833
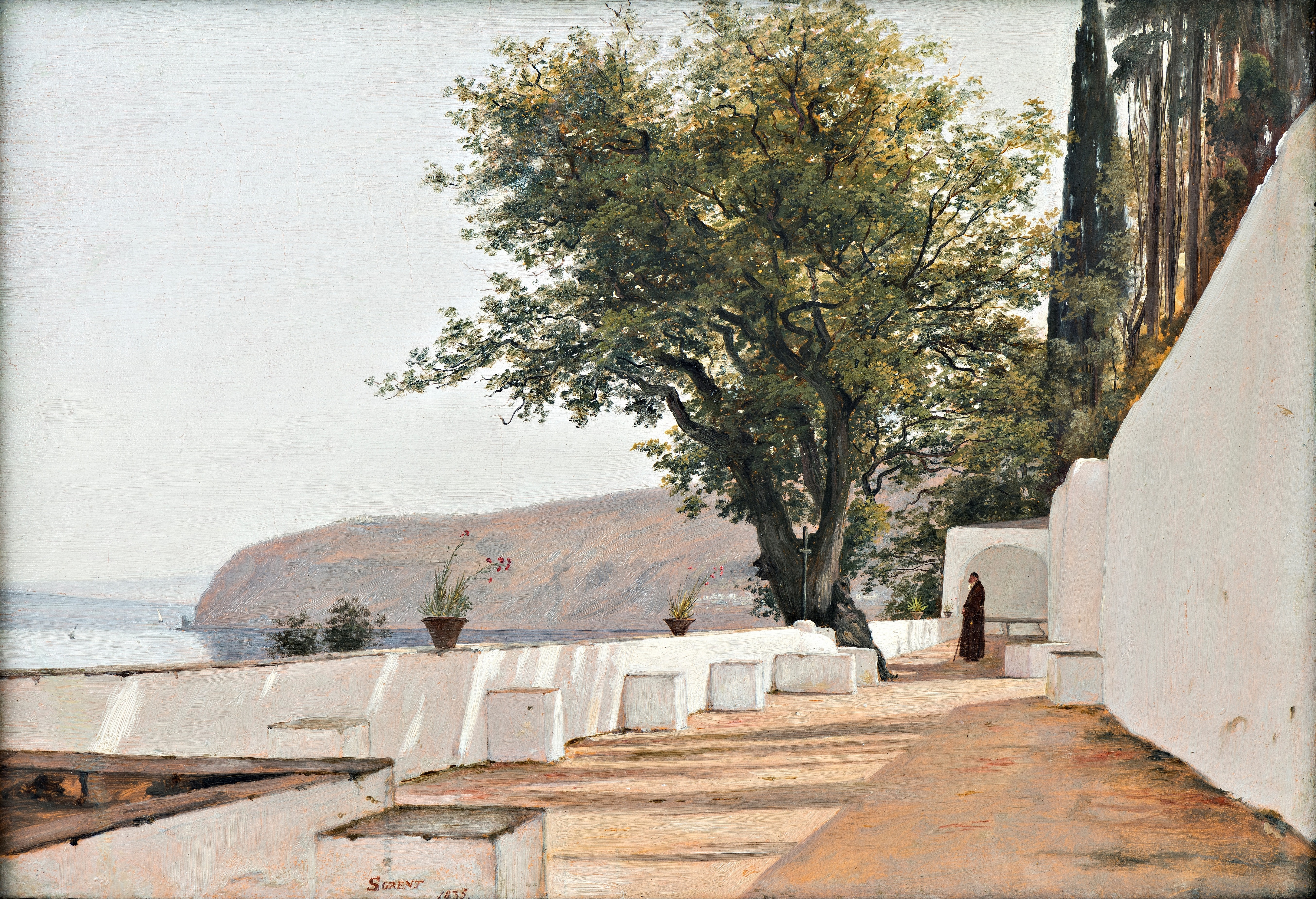
ソレントの風景, 1835
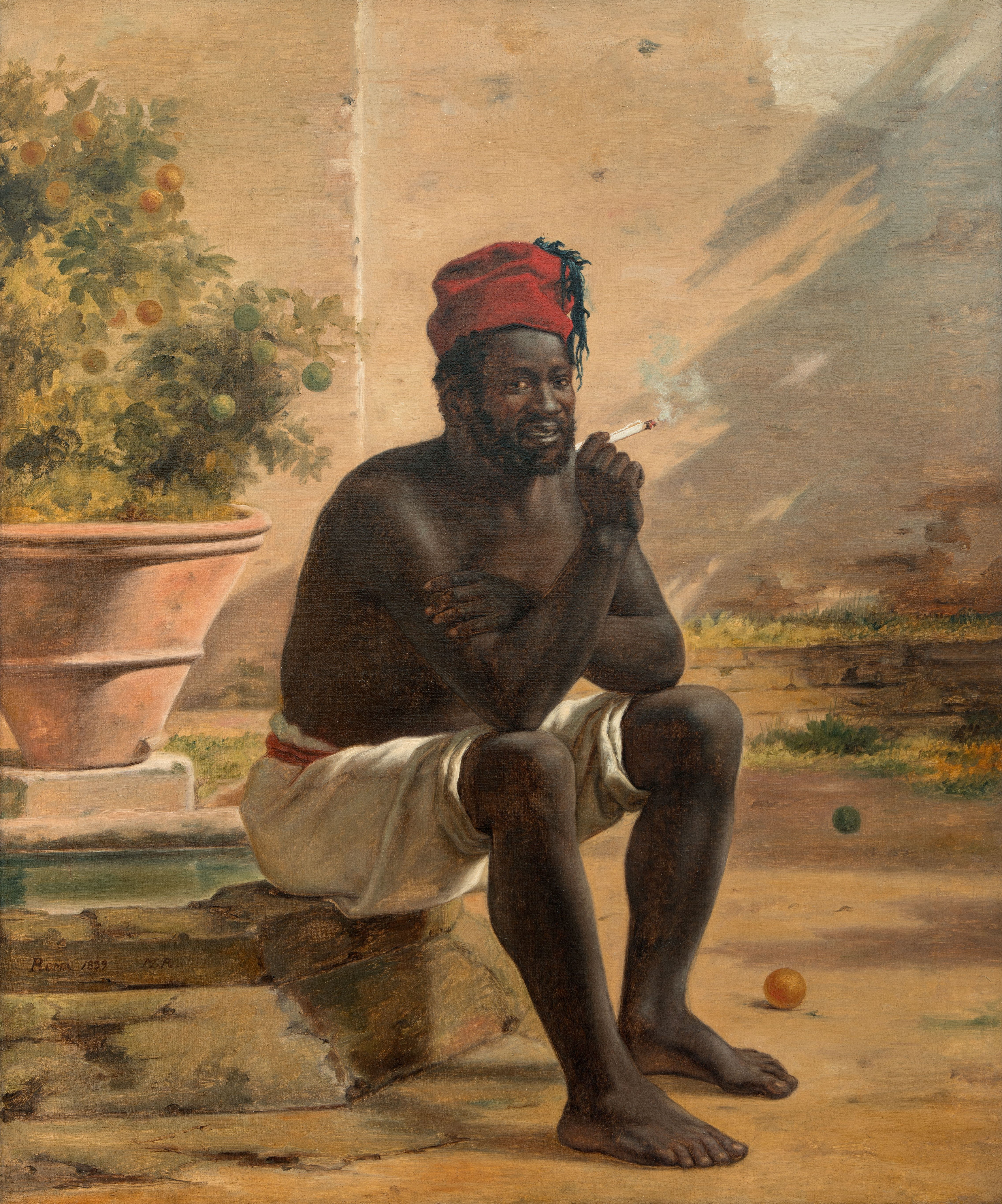
「座っている黒人」
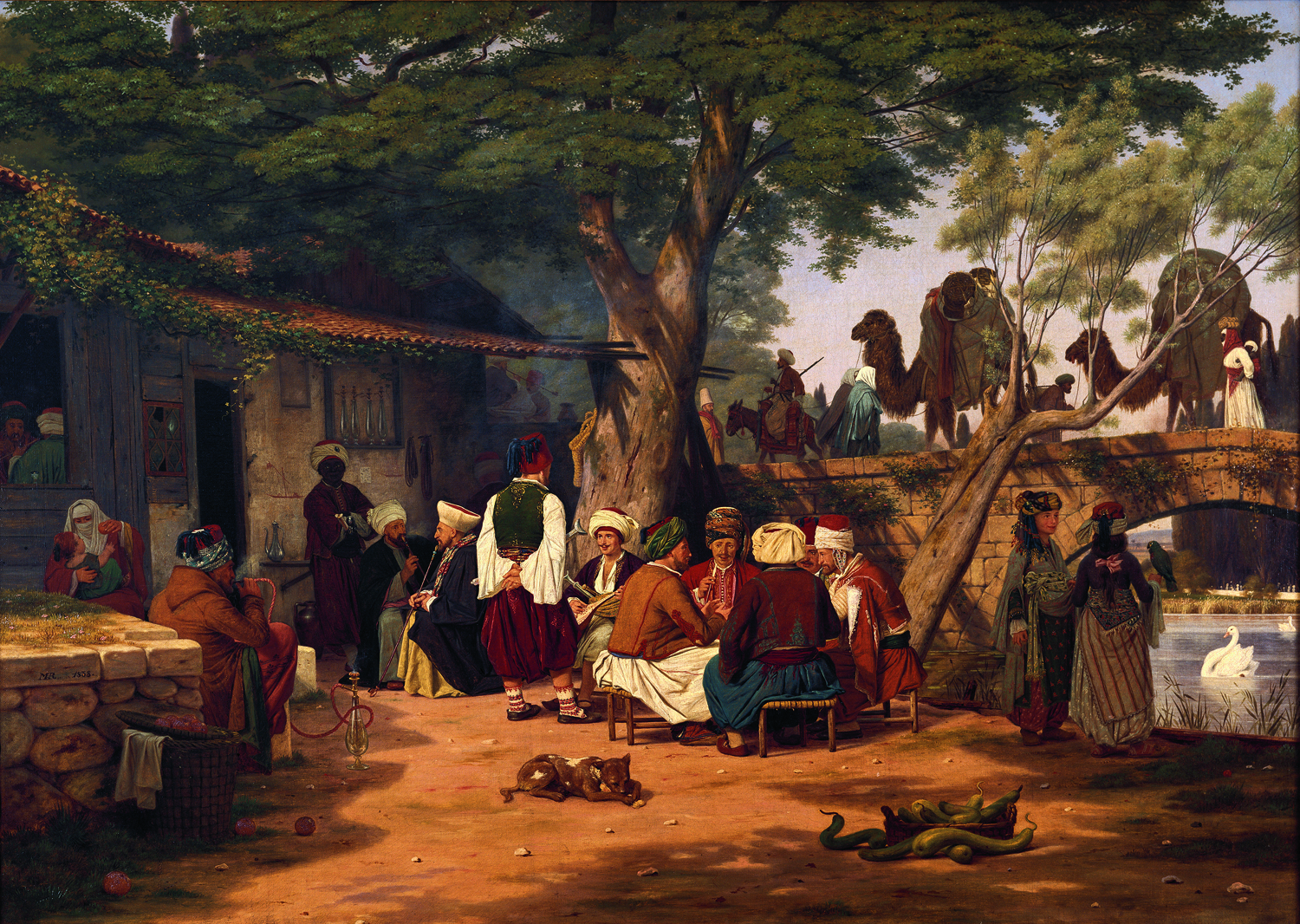
トルコ、イズミルの風景
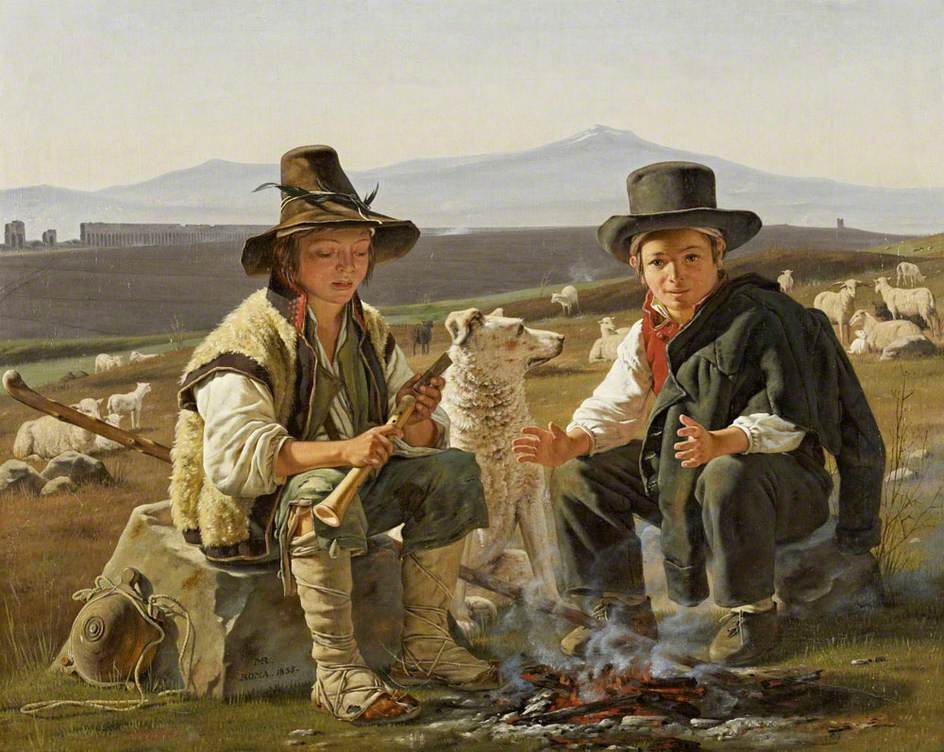
「ローマ郊外の羊飼い」
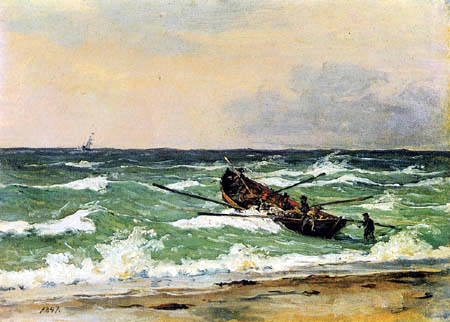
スケーエンの船, 1847
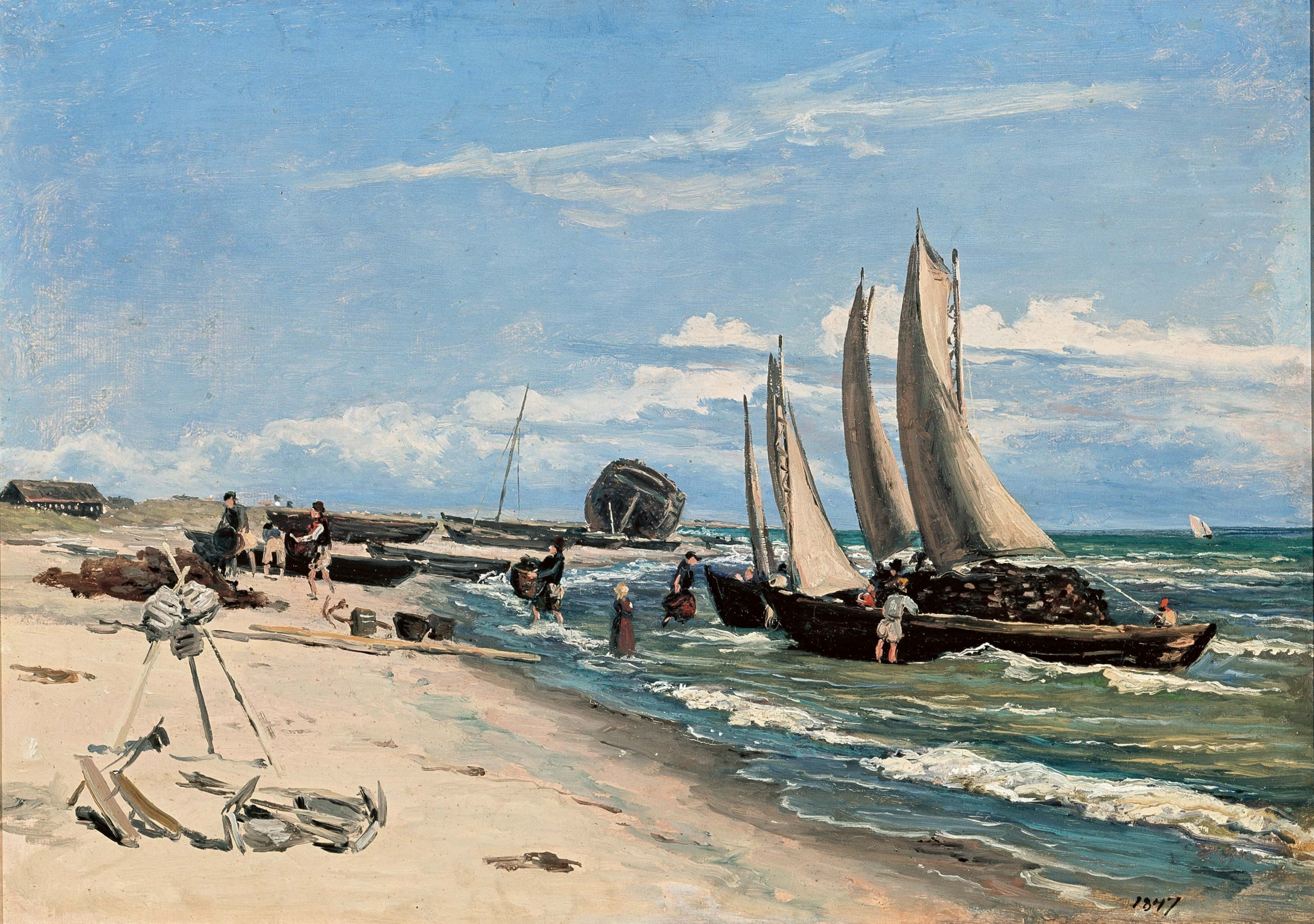
スケーエンの海岸, 1847
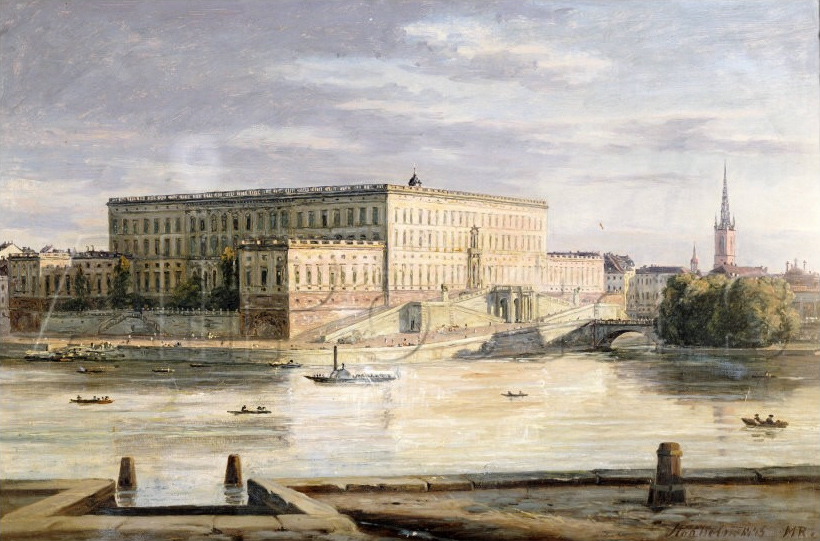
ストックホルム宮殿, 1848